# Schwartzkopff
Schwartzkopff est le nom constructeur donnée aux locomotives produites de 1867 à 1945 par l'entreprise allemande créée par Louis Schwartzkopff (1825-1892), devenue en 1870 la société anonyme Berliner Maschinenbau AG (BMAG).

## Histoire

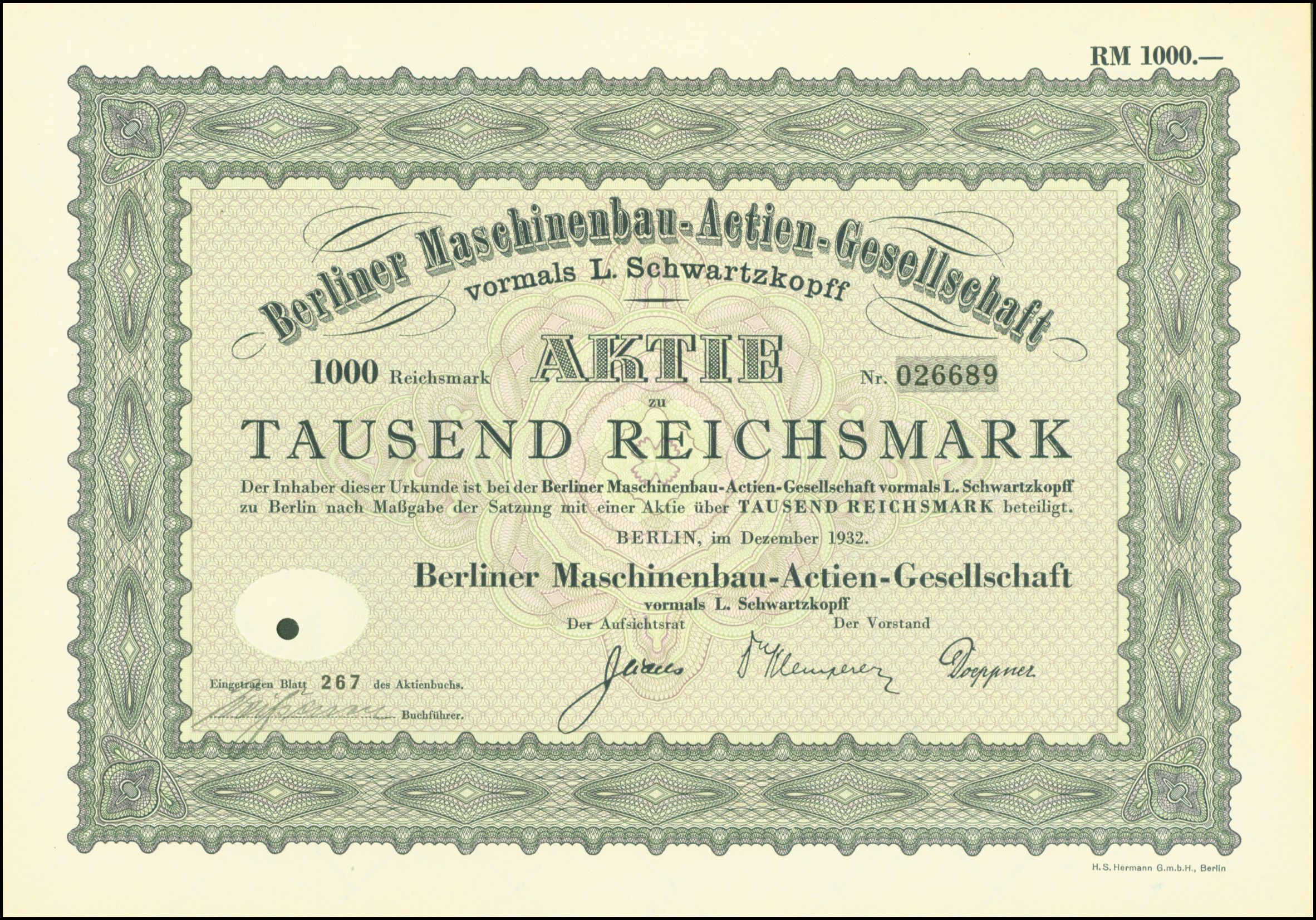
Action de la Berliner Maschinenbau-AG en date du decembre 1932

En Allemagne, à Berlin, le 3 octobre 1852 Louis Victor Robert Schwartzkopff (de) et son associé Nitsche créent l'entreprise Eisengießerei und Maschinenfabrik Schwartzkopff und Nitsche. La production d'abord spécialisée dans la fonderie et la construction mécanique, évolue vers la construction de locomotives à vapeur, la première étant produite le 1er février 1867. L'entreprise devient société anonyme le 1er juillet 1870, sous le nom de Berliner Maschinenbau-Actien-Gesellschaft vormals L. Schwartzkopff appelée couramment Berliner Maschinenbau AG (BMAG). 
À partir de 1876, la société se lance également dans la production de torpilles dans une usine situé sur la Chausseestraße à Berlin.
Une deuxième usine est ouverte à Wildau en 1897. En 1907 l'entreprise signe un accord de coopération avec la société J.A. Maffei de Munich, ce qui débouche sur la construction à Wildau du Maffei-Schwartzkopff-Werke GmbH, d'où vont sortir des locomotives électriques à partir de 1910, puis des locomotives diesels en 1924.
Une des réalisations importante de l'entreprise fut aussi ses locomotives de mines fonctionnant à l'air comprimé pour les zones à risques d'explosion par les gaz (le coup de grisou).

## Production
- Type 230 Midi, 6 machines, no 3501 à 3506, sont livrées à la Compagnie des Chemins de fer du Midi en 1910

L'entreprise construit des séries d'exemplaires de ces types de locomotives pour les réseaux allemands :
- Locomotive à vapeur :
  - Prussienne P4
  - Prussienne P 6
  - Prussienne P 8, la première est produit en 1908[5].
  - Prussienne S 3
  - Prussienne S 10
  - Prussienne T 16
  - DRG classe 01
  - DRG classe 01.10 (y compris la conception)
  - DRG classe 03
  - DRG classe 41(y compris la conception)
  - DRG classe 43
  - DRG classe 52
  - DRG classe 71
  - DRG classe 84 (y compris la conception)
  - DRG classe 89.0
  - DRG classe 99.22
- Locomotive électrique :
  - DRG classe E 77
  - DRG classe E 75
- Locomotive diesel :
  - Locomotive WR 200 B 14
  - Locomotive WR 360 C 14
  - Locomotive WR 550 D 14

## Machines préservées
- Locomotive Prussienne S 10, no 17008 de 1911, musée allemand de la technologie, Berlin.
- Locomotive tender à vapeur pour voie étroite (600 mm) JŽ 99.4-084, no 6316 de 1917, Belgrade Railway Museum.
- Locomotive DRG classe 01, no 01066 de 1928, musée ferroviaire de Bavière.

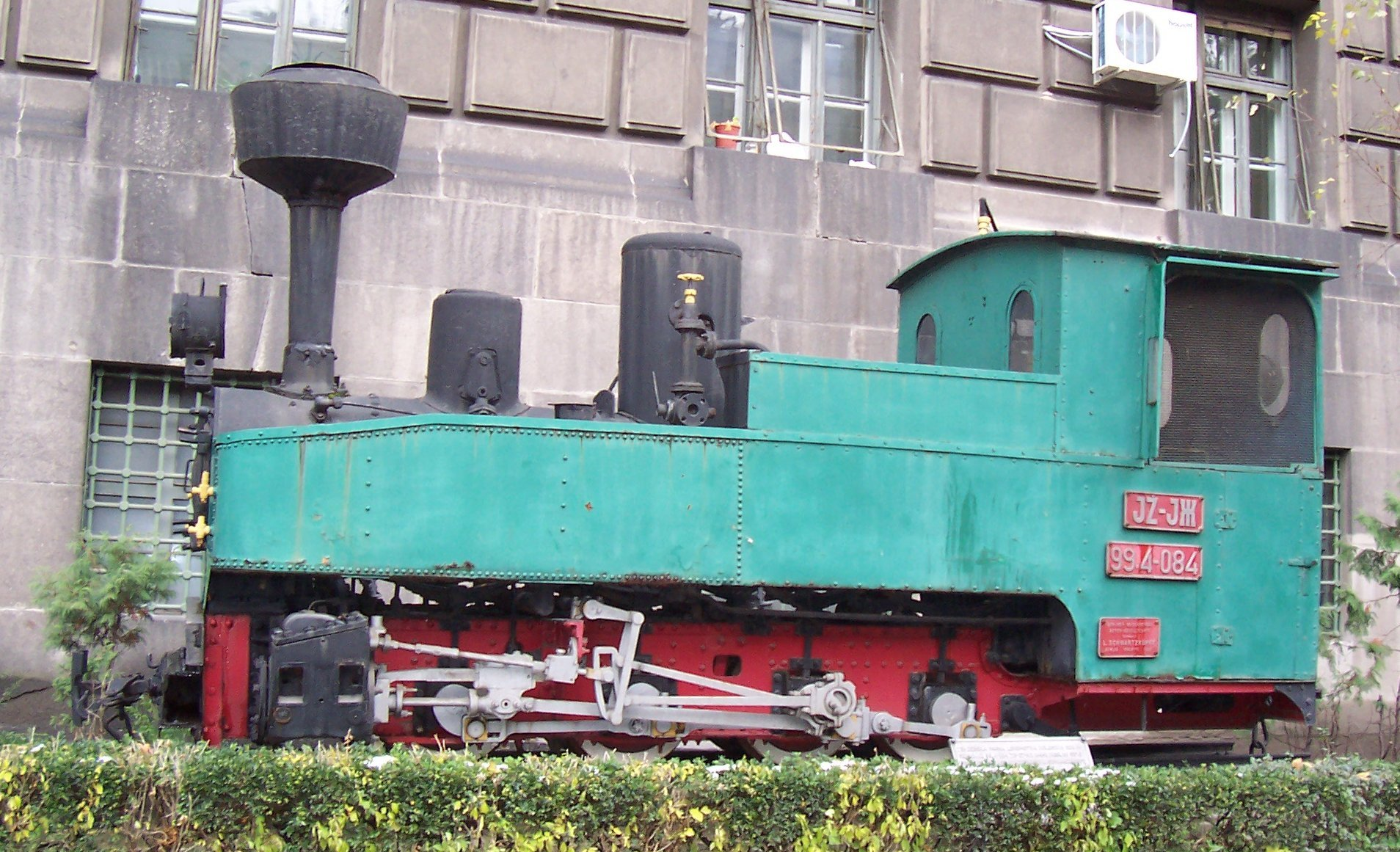
n°6316
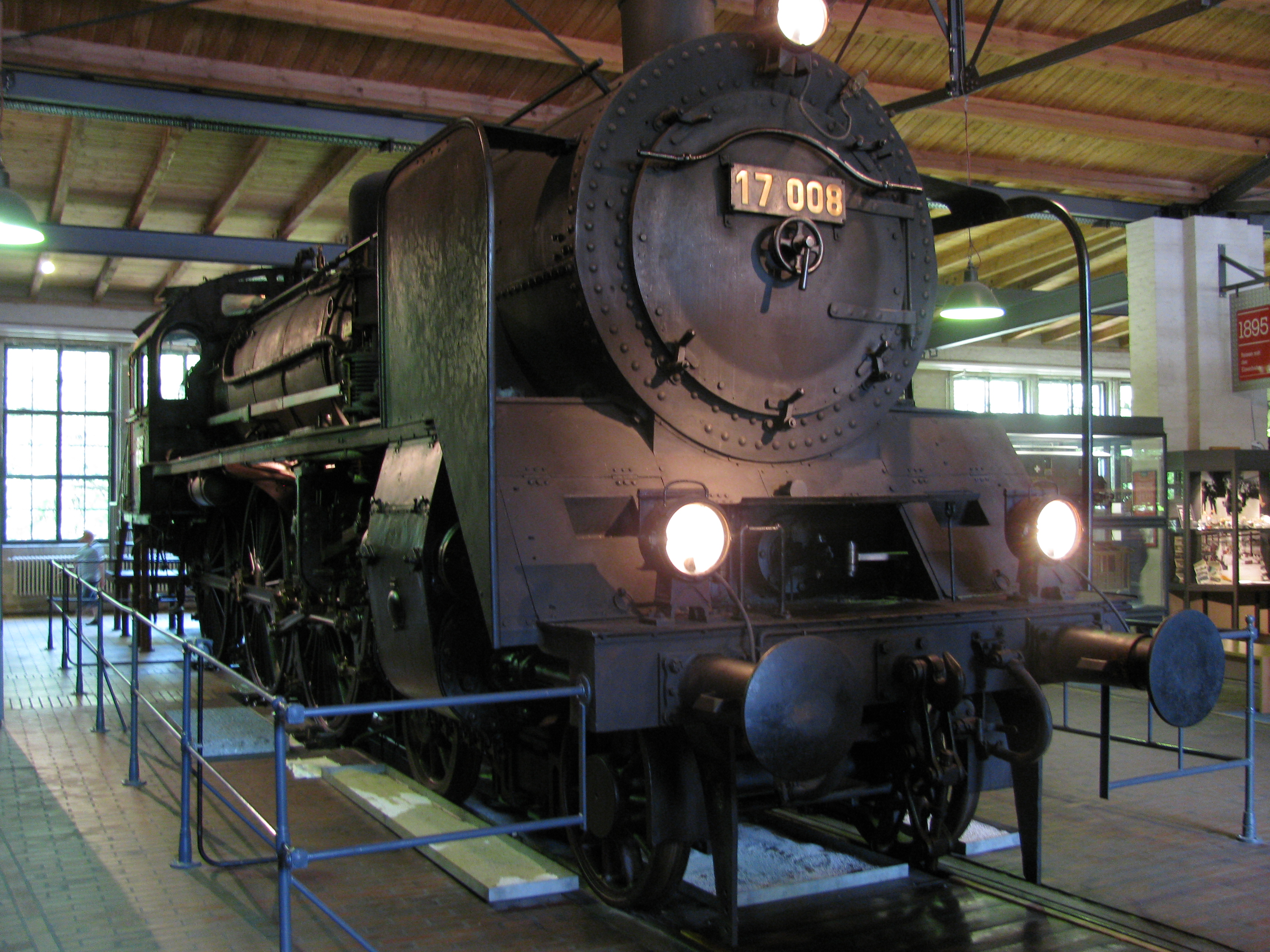
Prussienne S10 n°17008
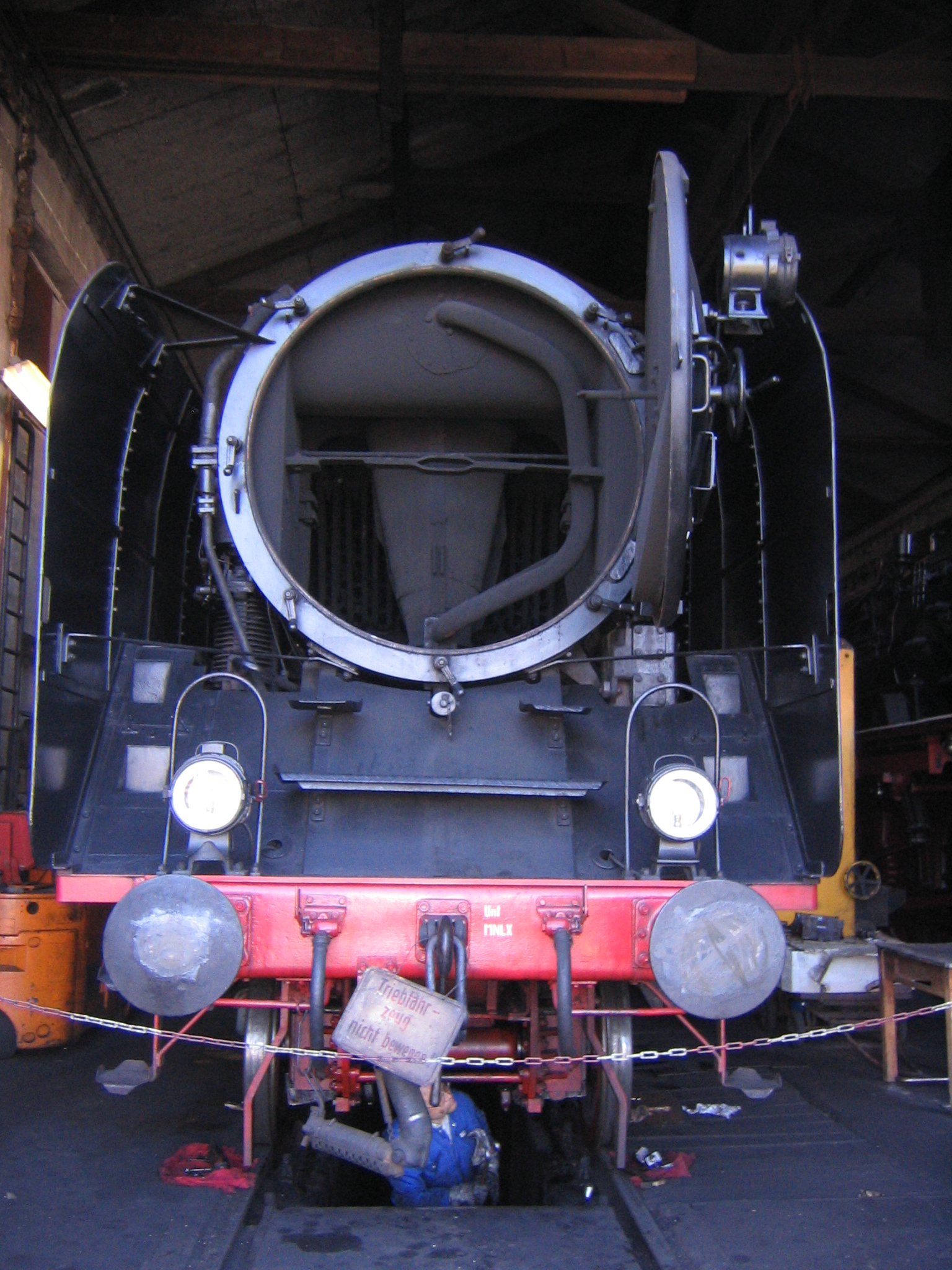
DRG classe 01 n°01066